# Nordenstamia stellatopilosa
Nordenstamia stellatopilosa là một loài thực vật có hoa trong họ Cúc. Loài này được (Greenm. & Cuatrec.) B.Nord. mô tả khoa học đầu tiên năm 2006.